# Alopecosa exasperans
Alopecosa exasperans är en spindelart som först beskrevs av O. Pickard-Cambridge 1877.  Alopecosa exasperans ingår i släktet Alopecosa och familjen vargspindlar. Inga underarter finns listade i Catalogue of Life.